# Leichtathletik-Europameisterschaften 2010/Teilnehmer (Zypern)
Zypern meldete zehn Sportler für die Leichtathletik-Europameisterschaften 2010 vom 27. Juli bis zum 1. August in Barcelona.
| Wettbewerb     | Männer                         | Frauen                    |
| -------------- | ------------------------------ | ------------------------- |
| 100 m          | Panayiotis Ioannou (25. Platz) | Eleni Artymata            |
| 200 m          |                                | Eleni Artymata (6. Platz) |
| 100 m Hürden   | –                              | Dimitra Arachoviti        |
| 110 m Hürden   | Alexandros Stavrides           | –                         |
| Hochsprung     | Kyriakos Ioannou               |                           |
| Stabhochsprung |                                | Marianna Zachariadi       |
| Weitsprung     | Zacharias Arnos                |                           |
| Dreisprung     | Zacharias Arnos                |                           |
| Kugelstoßen    | Georgios Arestis (23. Platz)   |                           |
| Diskuswurf     | Apostolos Parellis (17. Platz) |                           |
| Hammerwurf     |                                | Paraskevi Theodorou       |